# エジプト第6王朝
エジプト第6王朝（エジプトだい6おうちょう、紀元前2345年頃 - 紀元前2185年頃）は、エジプト古王国時代の古代エジプト王朝。エジプト古王国時代最後の王朝であり、その初期には活発な対外遠征を繰り返して周辺諸国を征服した。やがて第6王朝の中央権力の弱体化とともにエジプトの各地で州の長官たちが自立勢力となり、第1中間期と呼ばれる分裂の時代が訪れた。この王朝の崩壊を以ってエジプト古王国の終焉とされる場合が多い。

## 歴史

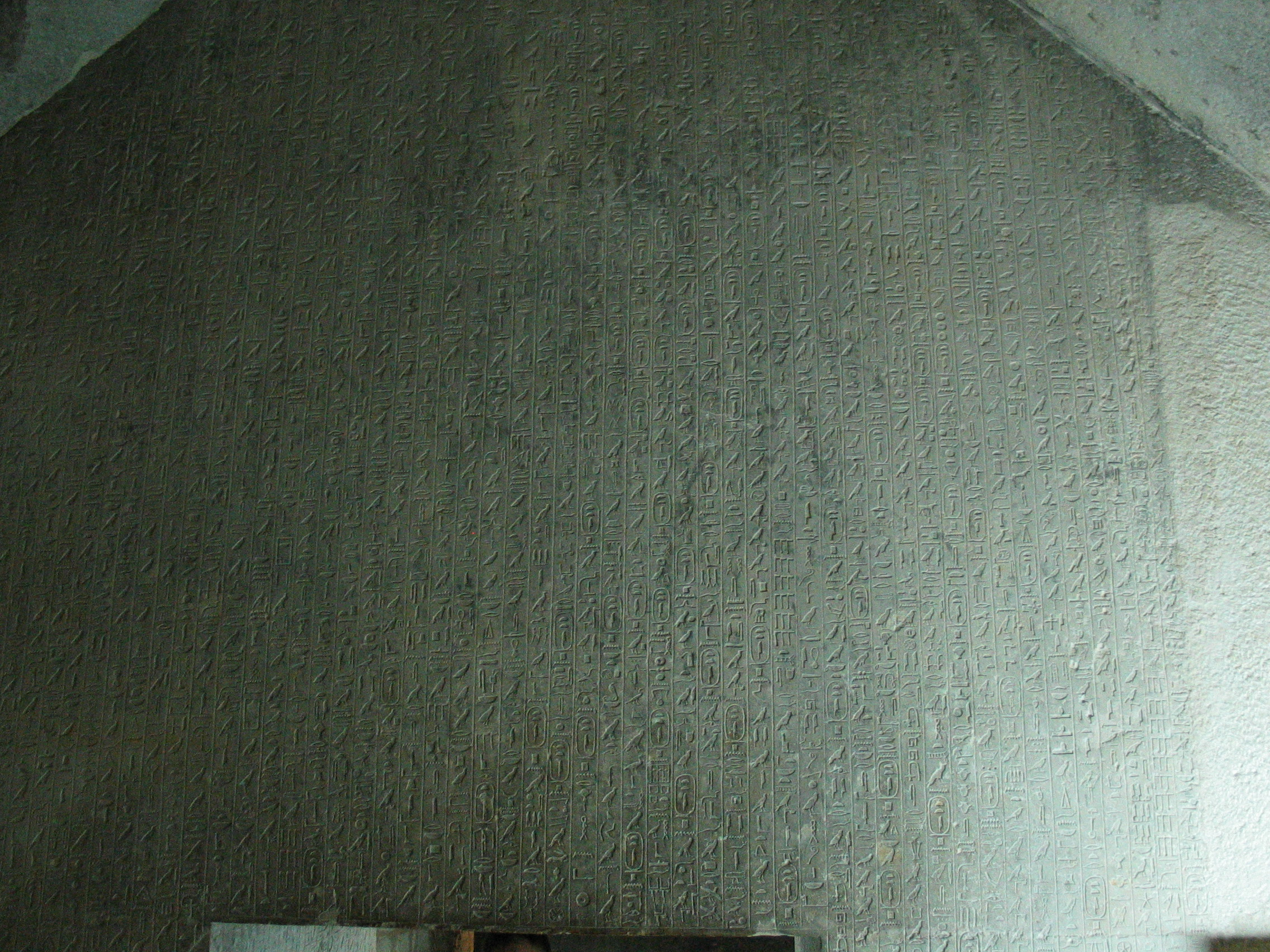
テティ王のピラミッド・テキスト

マネトは第6王朝はメンフィス出身の6人による王朝としている。
第6王朝の初代王はテティであった。第5王朝最後の王ウナスに男子がおらず後継者問題が生じた。この後継者問題の後、テティが王座を獲得した。マネトやトリノ王名表などの記録ではこれをもって王朝の交代としている。テティがどのような経緯で王座を獲得したのかはよくわかっていない。テティの妻イプト1世はウナス王の娘であったとする説が有力であるが、裏づけとなる証拠は乏しく以前の王達とテティの関係は不明瞭である。
当時エジプトでは州侯（各州の太守）や上級官吏の勢力が増大しており、テティは婚姻によって有力官吏家との関係を強化することを志向した。こうした有力官吏の中でも宰相であったメレルカはサッカラに巨大なマスタバ墓を残したことで著名である。テティは官僚制の発達した第4・第5王朝時代を通じて肥大化した行政機構の改革に取り組んだが、治世12年頃に護衛の兵士によって暗殺された。次の王としてウセルカラーが短期間在位した可能性がある。そうであればテティ1世の暗殺の理由を説明する要素となるかもしれない。しかし即位したとしてもウセルカラーは政権を安定させる事に失敗し、1年足らずして彼の統治は終わった。
次いで王となったのはペピ1世（メリラー・ペピ）である。ペピ1世もまた、父テティと同じように有力な家（例えば上エジプトの有力貴族クウイ家の娘二人を娶っている）と姻戚関係を築き、中央権力の強化を図った。ペピ1世の時代に権勢を振るったのはウェニであった。ウェニは元々下級官吏であったが、ペピ1世の後宮で王妃による陰謀が発覚した際、それを取り調べる裁判官に任じられた。また、ウェニは5度に渡るアジア（パレスチナ地方）遠征を指揮し勝利を治めた。この様にペピ1世は比較的順調に統治を進め、49年に渡って王座にあった。ペピ1世の後、ペピ1世とクウイ家の娘の間の息子メルエンラー1世（メルエンラー・ネムティエムサク1世）が即位すると、彼は自らヌビアへ行幸し、ヌビアの首長達から臣従の礼を受けるとともに「南部」の総督となったウェニに五つの運河を掘削させ、ナイル川上流域の水上交通網を整備した。

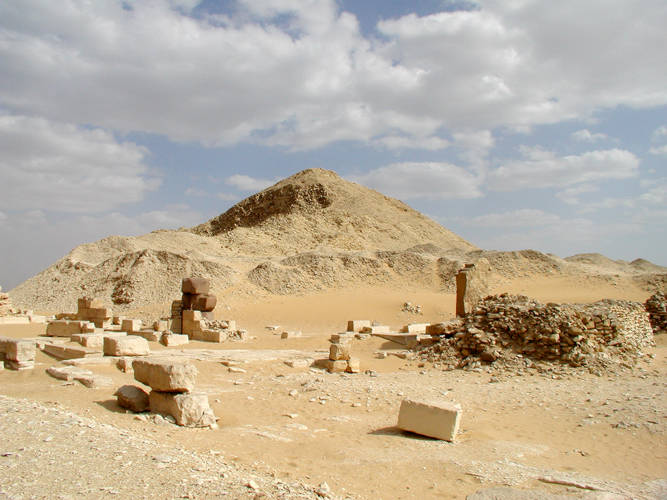
サッカラに残るペピ2世のピラミッド跡。

メルエンラー1世に続いてやはりペピ1世と、クウイ家の別の娘の間に生まれた僅か6歳のペピ2世（ネフェルカラー・ペピ）が即位した。ペピ2世は100歳まで生き、実に94年の在位期間を持ったとされている。彼は後世のエジプトでは長寿の代名詞として知られるようになった。幼少の王に代わって実権を握ったのは彼の母アンクネスペピ2世と宰相のジャウ（共にクウイ家の出身）であった。
ペピ2世の長期に渡る統治の後半になると、王権の統制が地方へと及ばなくなりはじめた。元々第5王朝以来、行政機構の整備に伴って激増した官吏達の報酬の確保が困難となっていた。このため、元来葬祭儀礼等に関わるピラミッド都市などの管理職や領地を給与・恩賞として与える政策を採っていた。この政策は有効であり、第6王朝の長い安定と対外遠征の勝利はこうした処置によって得られた強力な官吏に支えられたものであった。そしてこうした役職や給与を下賜することによって王自体も官吏らに対する権威を保っていた。しかし、これは長期的には官吏の勢力を王の手の付けられない規模まで拡大する効果も齎した。既に第6王朝の初期から州侯職を世襲する有力家系が発生していた。上述のクウイ家もそうした家の1つである。ペピ2世の治世後半にはこれら州侯に対する中央政府の統制は緩んでいった。取り分け上エジプトの長官（ヘリー・テプ・アー）が、上エジプトの地方神殿の管理権を手中に収めるなど、上エジプトにおける第6王朝の影響力は大幅に減退した。
ペピ2世が死去する頃には中央集権国家としてのエジプト第6王朝は既に有名無実のものになっていた。彼の死後相次いで王位についたメルエンラー2世（メルエンラー・ネムティエムサク2世）とネチェルカラーは共に極めて短期間のうちに地位を失っている。
マネトの記録では第6王朝の最後にネイトイケルティ（ニトクリス）が女王となったとされる。ネイトイケルティは後世伝説的な説話が残された女王であるが、仮に実在の人物としても前代までの王と変わらず短命の王であったようである。同時代史料にはネイトイケルティの即位を証明するものは発見されていないし、近年ではネチェルカラーの王名が誤って伝わった結果誕生した物語であり、実在の人物ではないとする説が有力になっている 。トリノ王名表には即位名として女性名である彼女の名前があり、誕生名にはサプタハという男性名がある。
こうして短命王が連続する中で第6王朝が如何にして終わったのかは不明である。エジプト古王国の基本的な枠組みは第7、第8王朝に引き継がれていくが、州侯が自立勢力として割拠し、紀元前22世紀頃には第1中間期と呼ばれる時代が訪れることになる。

## 遺構
エジプト第6王朝時代には、第4・第5王朝時代に引き続いてピラミッドの建造が行われているが、第5王朝時代に引き続きその規模はほぼ一定であった。しかし、これらのピラミッドは前例を踏襲してはいるが、建築法も劣り貧弱な状態になっている。第5王朝のウナス王のピラミッドに初めて作られたピラミッド・テキストと呼ばれる呪文を記した碑文が第6王朝の王達によっても残されており、古代エジプトの宗教・死生観などを知る上で第一級の史料を提供している。また、ペピ1世が残したピラミッドはメンネフェル・ペピ（「ペピの美は不朽なり」の意）の名で知られており、その後メンネフェルという略称で呼ばれるようになり、やがて地名として用いられるようになった。現在メンフィスとして知られている都市の名はこのメンネフェルのギリシア語形である。
第6王朝時代の建造物で注目すべきは、高級官吏の残したマスタバや岩窟墓などである。それ以前に比べてこうした高級官吏の墓は目だって巨大化しており、その構造も質の良いものとなっている。明らかに官僚や州侯の勢力が増大したことの証明でもあり、特にテティ時代の宰相メルエルカーがサッカラに作ったマスタバは保存状態もよく、多くの発見がなされている。ペピ1世時代からメルエンラー1世の治世にかけて権勢を誇ったウェニもアビュドスにマスタバを残しており、ここからはウェニの伝記が発見されている。

## 歴代王
| ホルス名       | 即位名          | 誕生名           | マネトによる王名 | 在位          | 備考 |
| -------------- | --------------- | ---------------- | ---------------- | ------------- | --- |
| セヘテプタウィ |                 | テティ           | オトエス         | 前2345-前2333 | |
|                | ウセルカラー    |                  |                  | 前2333-前2332 | |
| メリタウィ     | メリラー        | ペピ1世          | フィオス         | 前2332-前2283 | |
| アンクカウ     | メルエンラー1世 | ネムティエムサク | メトゥスフィス   | 前2283-前2278 | |
| ネチェルカウ   | ネフェルカラー  | ペピ2世          | フィオプス       | 前2278-前2184 | |
|                | メルエンラー2世 | ネムティエムサク | メンテスフィス   | 前2184-前2184 | |
|                | ネチェルカラー  | サプタハ         | ニトクリス       | 前2184-前2181 | 近年ではニトクリス（ネイトイケルティ）という女王の名前はこの王の名前が後世誤って伝わった結果であり、 女王は実在しないと考えられている 。 |